# Synagoge (Ustroń)

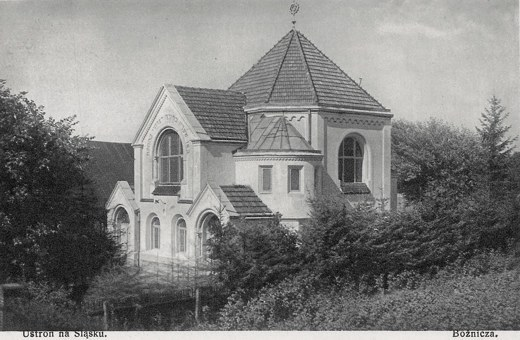
Synagoge in Ustroń

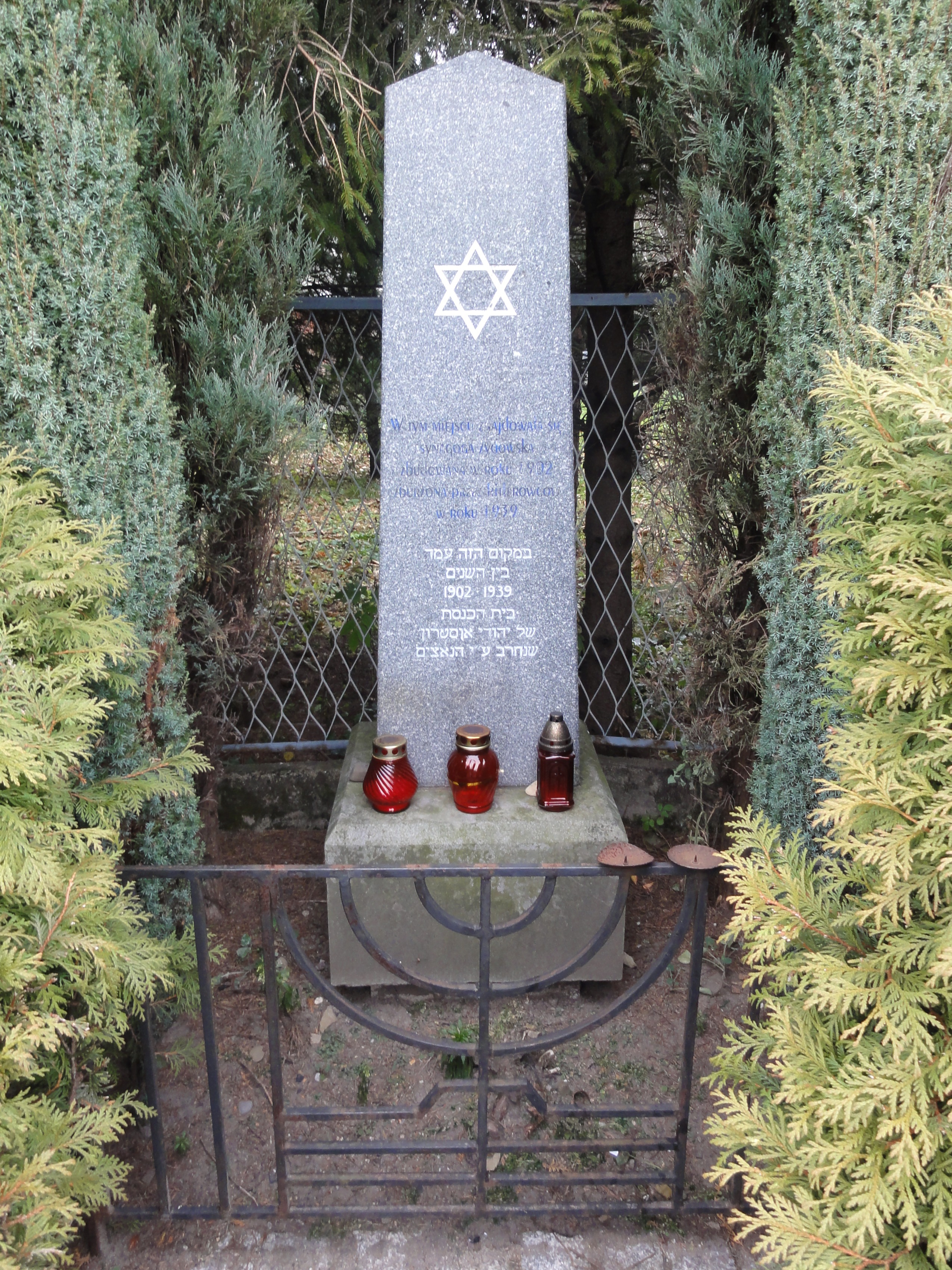
Denkmal zur Erinnerung an die ehemalige Synagoge in Ustron

Die Synagoge in Ustroń, einer Stadt in der Woiwodschaft Schlesien in Polen, wurde 1901/02 errichtet und 1939 von den deutschen Besatzern zerstört.

## Beschreibung
Die Synagoge mit der Adresse ulicy Ogrodowej 10 wurde nach Plänen der Architekten Ernst Lindner und Theodor Schreier erbaut.
Im Jahr 1997 wurde ein Denkmal in Form eines jüdischen Grabsteins enthüllt, um an den Ort zu erinnern, an dem die Synagoge gestanden hatte. Das Denkmal wurde von einem aus Ustroń gebürtigen Juden errichtet, der heute in Australien lebt. Die Inschrift auf Polnisch und Hebräisch lautet: „An diesem Ort stand in den Jahren 1902–1939 die Synagoge der Juden aus Ustroń, die durch die Nazis zerstört wurde.“